# American Meteorological Society
L'American Meteorological Society (AMS) è un'organizzazione statunitense atta a promuovere lo sviluppo e la diffusione di informazioni riguardanti la meteorologia, l'oceanografia e l'idrologia. Fondata nel 1919, attualmente possiede membri oltre 14.000 membri tra scienziati, insegnanti, studenti e semplici appassionati.
Ha sede a Boston (Massachusetts), nella 3rd Harrison Gray Otis House.